# Distribution live
Une distribution live est un système d'exploitation informatique exécutable depuis un support amovible, le plus souvent à partir d'une clé USB ou d'un CD-ROM.

## Origine
La notion n'apparaît qu'avec l'essor du support live CD qui banalise la rupture du logiciel vis a vis du matériel informatique.
Le mot live en est originaire, et s'adresse à l'utilisateur final pour signifier utilisable en direct, c’est-à-dire sans passer par la longue et parfois périlleuse phase d'installation.
C'est donc plus une distinction de mode d'utilisation, car il n'y a le plus souvent pas de limite technique claire pour dissocier les systèmes sur support amovible des autres. On ne la faisait d'ailleurs pas entre disque dur et disquette boot par exemple ou encore les systèmes linux slackware (qui s'adressaient plus aux initiés).

## Types
On distingue en général ces distributions en fonction du support utilisé, bien qu'une même distribution live soit souvent compatible avec plusieurs d'entre eux (comme Damn Small Linux)
- Le type le plus commun est donc le live CD.

Il héberge le plus souvent un système permettant toutes les utilisations courantes d'un ordinateur personnel ou de bureau, et il est destiné soit à être installé, soit à être utilisé tel quel. Il se décline en live DVD ou en mini live CD pour le format mini-CD
- La tendance actuelle est au développement de distribution live sur mémoire flash, c’est-à-dire des clés usb ou des cartes mémoires. On appelle ces versions des liveUSB.

- Le support type disque dur externe existe aussi. Très proche en théorie de l'installation classique, il reste encore peu développé en raison des nombreuses contraintes techniques liées aux logiques de démarrage des ordinateurs individuels.

- Il existe toujours de nombreuses distributions tenant sur une ou deux disquettes.